# Żychcki
Żychcki (Drzewica odmienny, Zychcki) – kaszubski herb szlachecki. Według Alfreda Znamierowskiego odmiana herbu Leliwa, zaś według Przemysława Pragerta, jest to odmiana herbu Drzewica.

## Opis herbu
Opis z wykorzystaniem zasad blazonowania, zaproponowanych przez Alfreda Znamierowskiego:
W polu czerwonym półksiężyc złoty, nad nim i pod nim po takiejż gwieździe. Klejnot: nad hełmem w koronie samo godło. Labry czerwone, podbite złotem.

## Najwcześniejsze wzmianki
Herb wymieniany przez Dachnowskiego (Herbarz szlachty Prus Królewskich) i Niesieckiego.

## Rodzina Żychckich
Drobnoszlachecka rodzina o nazwisku odmiejscowym od wsi Żychce koło Konarzyn. Pierwsze wzmianki o rodzinie pochodzą z 1570 (Szicziński, czyli Żychciński oraz a Sziczken), kolejna z 1620 (nn Żychcki brał udział w bitwie pod Cecorą) i 1648 (Prądzyński, Andrzej Zaica, Maciej Rozek, Andrzej Grzanka, Paweł Rozek, nazwiska te stały się przydomkami). Następne wzmianki pochodzą z 1662 i 1717. Rodzina posiadała oprócz gniazda także części wsi Łąkie, a jeden przedstawiciel, Grzanka-Żychcki był jednym z właścicieli Kępina koło Żychc. Rodzina nie piastowała żadnych urzędów, ale jeden Żychcki, Józef, posłował na sejm elekcyjny w 1704. Jakaś gałąź tej rodziny miała osiąść na Żmudzi, gdzie odnotowano ją w 1648.

## Herbowni
Żychcki (Zychciński, Zychcki, Zychecki, Zychocki, Zycki, Żychocki, Żychtski, Życki) z przydomkami Prądzyński, Zaica, Rozek, Grzanka (Grząka, Gskrąka).
Rodzinie tej przypisuje się też czasami Drzewicę bez odmiany.